# Трансплантация органов в художественной литературе
Трансплантация органов в художественной литературе — распространенная тема в научной фантастике и фильмах ужасов, связанная с пересадкой человеческих органов и непредвиденными или неожиданными последствиями такой процедуры. Наиболее известными художественными произведениями, построенными на этом сюжете может считаться Франкенштейн, или Современный Прометей, а в русской литературе — Собачье сердце Булгакова и Голова профессора Доуэля Александра Беляева.

## Распространенные сюжеты

### Кража человеческих органов
Сюжет кражи человеческих органов тесто связан с термином «органлегинг», придуманный американским писателем-фантастом Ларри Нивеном в серии книг «Известный космос» (Мир Птаввов и Дар Земли), позже идея получит продолжение в коротких рассказах автора «Длинная РУКА Джила Гамильтона» и «Девушка из лоскутов». В конце семидесятых годов этот сюжет обыгрывается в романе Робина Кука «Кома». Главная тема и проблема романа — практика «черной трансплантологии». На волне популярности книга была экранизирована компанией Metro-Goldwyn-Mayer в 1978 году. В дальнейшем тема станет основой сюжета для американских фильмов ужасов «Туристас», «Грязные прелести», а также «До последнего вздоха».
Сам нарратив кражи человеческих органов — крайне популярный сюжет во многих неблагополучных странах восточной Европы и Латинской Америки. Все городские легенды на эту тему состоят из трех последовательных частей: похищение людей, медицинское вмешательство и обнаружение тела с недостающими органами. К примеру, в начале 2000-х годов в Чеченской республике ширились слухи о похищении молодых людей и продаже их органов. Особую огласку получило так называемое «дело четырех из Аргуна», когда в марте 2001 года представители МЧС РФ передали для захоронения жителям села Пригородное четыре обнаженных мужских тела с явными следами вскрытия. Сходные слухи о торговле органами появляются и из других мест вооруженных конфликтов и социальных бедствий. К примеру, в Гватемале в 1993 году слухи об убийствах детей ради продажи их органов также быстро распространялись и обрастали подробностями. В Аргентине известны случаи, когда были констатированы серьезные нарушения в процедуре трансплантации: у пациентов на основании подделанных результатов сканирования мозга были изъяты роговые оболочки. Отмечены случаи, когда, используя подделанные документы, органы человека транспортируют из Аргентины, Бразилии, Гондураса, Мексики, для покупателей из Перу, Германии, Италии и Швеции. Все эти случаи немедленно обрастали еще более зловещими слухами.
Впрочем некоторые истории о краже могут считаться вполне правдивыми. Достоверно известно об изъятии и торговле человеческими органами в Косово и Албании в 1999 году во время череды гражданских войн на территории бывшей Югославии. В России более или менее громкой и подтвержденной фактами историей, может считаться расследование Комсомольской Правды о стволовых клетках. Согласно ему, врачи специально уговаривают женщин делать аборты на поздних сроках беременности, чтобы получить стволовые клетки от убитых младенцев. Однако в настоящий момент «черная трансплантология» в России считается скорее городской легендой, и реальных подтвержденных случаев в поле зрения широкой общественности не попадало.

### Принудительная трансплантация органов государством
Уже известный американский писатель-фантаст Ларри Нивен исследует тему в своем романе «Дар с Земли». Действие романа происходит в обществе, где правительство заинтересовано в максимальном количестве смертных приговоров для изъятия органов у заключенных и их пересадки. В дальнейшем тема развивается в совместном романе Фредерика Пола и Джека Уильямсона «Космические рифы».
В реальной жизни печальную известность в этом отношении имеет Китай, где преступники, приговоренные к смерти, выступают донорами внутренних органов. Международные организации в течение долгих лет критикуют китайское правительство, утверждая, что родственники преступников дают свое согласие под давлением властей. Наиболее резонансным сообщением по этой теме стал отчет, подготовленный в 2006 г. бывшим депутатом палаты общин парламента Канады Дэвида Килгура и адвокатом Дэвидом Мэйтасом, где говорится о насильственном изъятии органов в Китае у политических заключенных.

### Выращивание людей в качестве доноров
Логическим следствием принудительного донорства органов становится тема выращивания людей исключительно для этого. Наиболее ярким отражением нарратива стал фильм 1979 года Части: Ужас клонов, в котором разводят клонов как источник запасных органов для богатых и влиятельных людей. Поздним продолжением мысли станет фильм 2005 года «Остров». В литературе похожий сюжет использовался у американских писателей Майкла Маршалла Смита и Альфреда Слоута.
Тема является предметом этических споров среди учёных, потому как само выращивание смогло бы положить конец постоянному дефициту донорских органов. Некоторые учёные полагают, что именно клонирование органов и тканей, позволит соблюсти принцип «не навреди» по отношению к донору и «твори благо» — к реципиенту.

### Должник как вынужденный донор
Согласно заданному нарративу, в неком антиутопическом будущем людям легко оказаться в донорской каббале. Сюжет обыгрывается в голливудском боевике «Потрошители» и «Рипо! Генетическая опера».

### Жертвование собственных органов
Жертвование собственных органов базируется еще на одной серьезной этической проблеме, так как современная медицинская практика, в большинстве случаев, производит изъятие органов и (или) тканей у трупа, нежели у живого донора Тема жертвования собственных органов поднимается в фильме «Джон Кью», где сын главного героя находится в смертельной опасности из-за отсутствия донорского сердца. Сам протагонист берет в заложники целую больницу с требованием изъятия собственного сердца в качестве донорского органа.

### Трансплантация мозга
Еще один предмет широких научных дискуссий своеобразно обыгрывающийся в литературе и кино. Современные ученые по-разному отвечают на вопрос, возможна ли такая пересадка. Сюжет пересадки мозга становится ключевым для книги американского писателя Роберта Хайнлайна Не убоюсь я зла, целая индустрия пересаживания головного мозга описывается в рассказе Г. Ф. Лавкрафта «Шепчущий во тьме», в цикле фантастических романов «Сага о Форкосиганах» также описывается индустрия пересадки головного мозга долгожителей в тела их молодых клонов. В кинематографе идея пересадки мозга в разное время использовалась в комедийном фильме «Мозги набекрень», драме 2016 года «Преступник», а также целой плеяды фильмов ужасов Призрак Франкенштейна, Мозг, который не мог умереть, Чудовище.